# Tony Kappen
Anthony George "Tony" Kappen (Nueva York, 13 de abril de 1919-Lynbrook, Nueva York, 18 de diciembre de 1993) fue un jugador de baloncesto estadounidense que disputó cuatro temporadas en la ABL y una más en la BAA. Con 1,78 metros de estatura, jugaba en la posición de base.

## Trayectoria deportiva

### Universidad
Kappen no pasó por la universidad, convirtiéndose, junto con Connie Simmons, en los primeros jugadores de la historia de la NBA (entonces BAA) en jugar como profesionales en la liga directamente desde el high school.

### Profesional
Debutó como profesional con tan solo 17 años con los Jersey Reds de la ABL, disputando 5 partidos en los que únicamente conseguiría 2 puntos. Pasó por varios equipos hasta que su carrera se vio interrumpida por el servicio militar en la Segunda Guerra Mundial, a su regreso, en 1945 fichó por los New York Gothams, donde acabó siendo el quinto mejor anotador de la liga, promediando 11,3 puntos por partido.
En 1946 ficha por los Boston Celtics de la BAA, siendo traspasado mediada la temporada a los Pittsburgh Ironmen a cambio de Moe Becker, donde acaba la misma promediando 7,4 puntos por partido, y convirtiéndose en el segundo mejor lanzador de tiros libres de la liga, promediando un 79,5%, sólo superado por Fred Scolari.
Jugó posteriormente una temporada más en la ABL, y otra más en la liga menor New York State Professional League, en los Troy Celtics.

#### Estadísticas en la BAA

##### Temporada regular
| Temporada | Edad | Equipo             | Liga | P  | TIT | MIN | TC  | TCA  | %TC  | 3P | 3PA | %3P | TL  | TLA | %TL  | R.OF. | R.DEF. | REB | ASIS | ROB | TAP | PER | FP  | PTS |
| 1946-47   | 27   | TOTAL              | BAA  | 59 |     |     | 2.2 | 9.1  | .238 |    |     |     | 2.2 | 2.7 | .795 |       |        |     | 0.5  |     |     |     | 1.3 | 6.5 |
| 1946-47   | 27   | Pittsburgh Ironmen | BAA  | 41 |     |     | 2.5 | 10.9 | .231 |    |     |     | 2.5 | 3.0 | .846 |       |        |     | 0.5  |     |     |     | 1.5 | 7.6 |
| 1946-47   | 27   | Boston Celtics     | BAA  | 18 |     |     | 1.4 | 5.1  | .275 |    |     |     | 1.3 | 2.1 | .632 |       |        |     | 0.3  |     |     |     | 0.9 | 4.1 |
| Total     |      |                    | BAA  | 59 |     |     | 2.2 | 9.1  | .238 |    |     |     | 2.2 | 2.7 | .795 |       |        |     | 0.5  |     |     |     | 1.3 | 6.5 |